# Under a Frozen Sun
Under a Frozen Sun è il secondo album in studio del gruppo musicale black/death metal Thulcandra, pubblicato nel 2011 dalla Napalm Records.

## Tracce
1. In Blood and Fire – 8:35
2. Black Flags of Hate – 3:27
3. Ritual of Sight – 5:52
4. Under a Frozen Sun – 5:04
5. Aeon of Darkness – 5:07
6. Echoing Voices (A Cold Breeze of Death) – 3:51
7. Gates of Eden – 9:24
8. Life Demise – 4:07 – cover degli Unanimated

## Formazione
- Steffen Kummerer – voce, chitarra
- Sebastian Ludwig – chitarra, voce addizionale
- Tobias Ludwig – basso
- Seraph – batteria

Altri musicisti
- V. Santura (Dark Fortress) – chitarra solista (Ritual of Sight, Aeon of Darkness, Echoing Voices (A Cold Breeze of Death))
- Peter Huss (Shining) – chitarra solista (Gates of Eden)